# Екран ігрового майстра

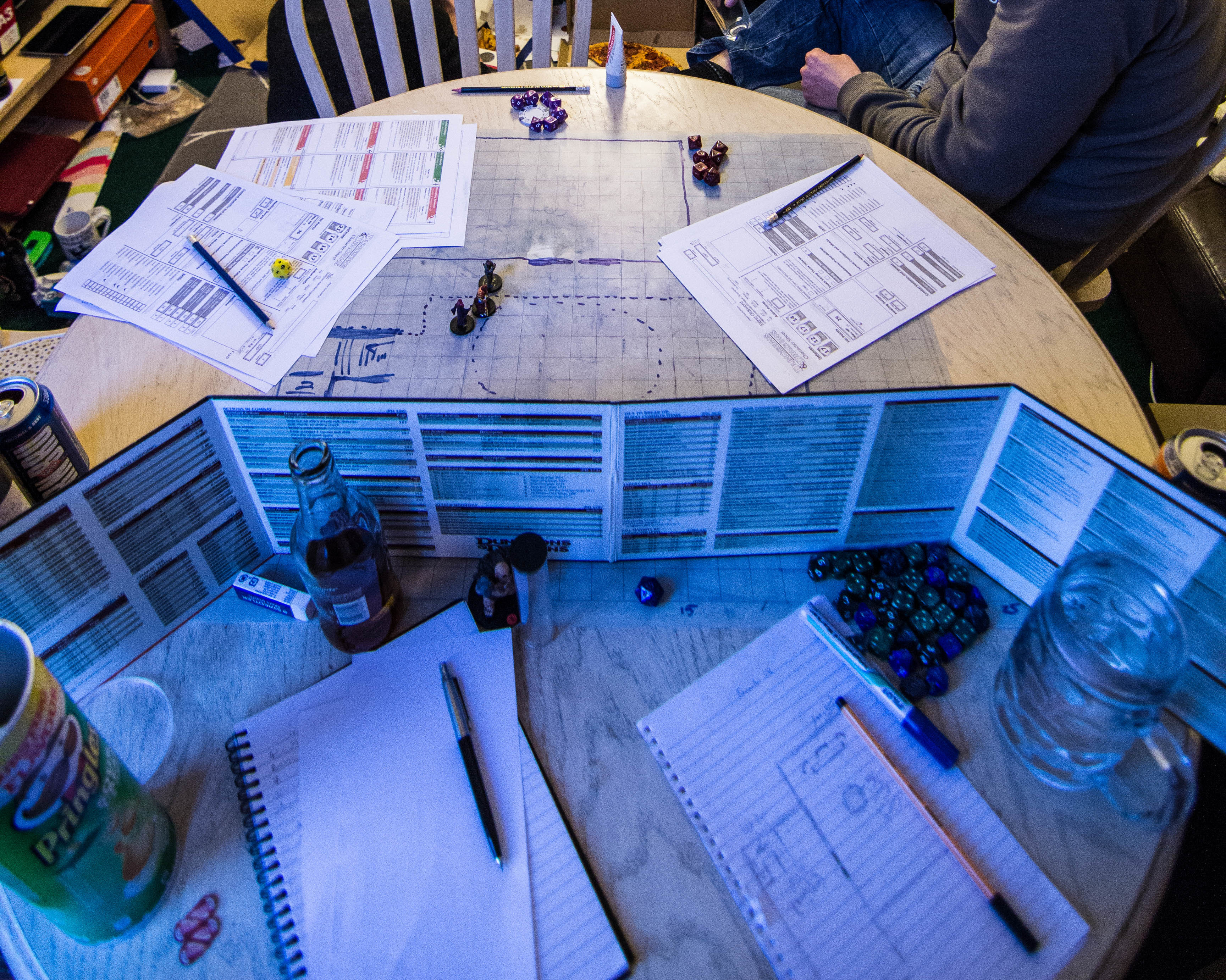
Екран керівника гри відокремлює погляд гравців на гру (вгорі) від особистої інформації керівника гри та кидків кубиків (внизу)

Екран ігрового майстра, також званий як екран гейммайстра, — ігровий аксесуар, зазвичай зроблений з картону, і використовується ігровим майстром, щоб приховати від гравців усі важливі дані, пов'язані з сеансом настільної рольової гри, щоб не зіпсувати сюжет історії. Він також приховує будь-які кидки кубиків, зроблені ігровим майстром, які гравці не повинні бачити. Крім того, екрани часто мають важливі таблиці та інформацію, надруковану всередині, щоб ігровий майстер міг легко використовувати під час гри.

## Історія

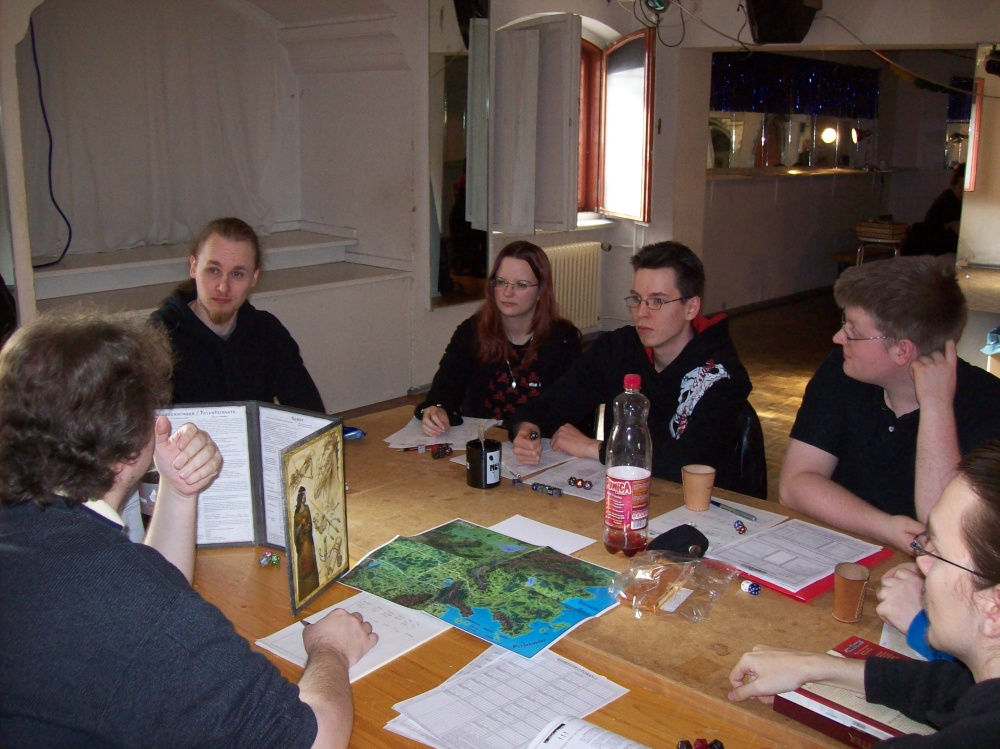
Ігровий майстер (зліва) за екраном

Першим комерційним екраном ігрового майстра був «Щит судді», виготовлений Judges Guild у 1977 році для використання в Dungeons & Dragons. Він містив три частини картону розміром 8,5 x 11 дюймів (приблизно 21,59 x 27,94 см), призначені для склеювання разом, щоб утворити трипанельний екран, дві зовнішні частини у вертикальній (портретній) орієнтації, а середня частина в горизонтальній (альбомній) орієнтації. Ця конструкція дозволяла ігровому майстру легше дивитися на нижню середню частину. «Щит судді» по обидва боки екрану мав таблиці, з інформацією, що стосується гравців, з їхнього боку, та інформацією для ігромайстра з іншого боку. Інформація включала «матриці атак з мінусовими класами броні, рятівні кидки, удари та пошкодження зброї, пріоритет зброї, фантазмові сили, зустрічі, очки досвіду та рівні, збірник статистики монстрів». «Щит судді» виявився популярним аксесуаром, і менш ніж через рік після його появи він став другим найбільш продаваним продуктом Judges Guild.:191
У 1979 році Judges Guild також створила ігровий екран для науково-фантастичної рольової гри Traveller від Game Designers Workshop. Він складався з чотирьох частин зеленого картону розміром 8,5 x 11 дюймів (приблизно 21,59 x 27,94 см), призначених для склеювання разом, щоб утворити чотирипанельний екран. І знову таблиці та інформація, що стосуються гравців і ігромайстра, були надруковані на відповідних сторонах.
Бачачи комерційний успіх цих аксесуарів, 1979 року TSR, Inc. опублікувала «Екран майстра Підземелля» (Dungeon Masters Screen) для своєї нової гри Advanced Dungeons &amp; Dragons. Цей продукт декількома способами відрізнявся від двох екранів Judges Guild. У той час як екрани Judges Guild поставлялися як окремі шматки картону, які потрібно було склеїти, продукт TSR включав два готові екрани: двопанельний екран 17 x 11 дюймів (приблизно 43,18 x 27,94 см) і трипанельний екран 25,5 x 11 дюймів (приблизно 64,77 x 27,94 см). І хоча, як і екрани Judges Guild, сторона ігромайстра була покрита таблицями та інформацією, TSR розробив сторону гравця, щоб бути суто декоративною, з мистецтвом Дейва Трампіра (друге видання пізніше того ж року із зображенням Еррола Отуса).:95 Перша версія «Екрана майстра Підземелля» того року отримала нагороду Gamer's Choice.:111–112 З цього моменту використання ілюстрацій на стороні гравця стало галузевим стандартом.
Інші ігрові компанії швидко наслідували цей приклад. У 1980 році  Flying Buffalo створив «Екран директора проєкту» для науково-фантастичної рольової гри The Morrow Project; у 1981 році Metagaming випустив свій «Екран майстра фентезі" для The Fantasy Trip; а в 1983 році FASA опублікував «Екран ігрового майстра» для Star Trek: The Role Playing Game — можливо, перше комерційне використання терміну «екран ігрового майстра».
З того часу багато компаній виробляли екрани для своїх конкретних ігор.

## Інші приклади
- Екран хранителя Поклику Ктулху
- Екран ігрового майстра Чемпіонів
- Екран майстра Охолодження
- Екран майстра гри Conspiracy X
- Елрік! Екран ігрового майстра[8]
- Екран майстра фентезі
- Екран ігрового майстра і міні-модуль світу Гамма
- Екран Gamemaster Expedition Hollow Earth[9]
- Щит судді
- Екран і довідкові таблиці проєкту Morrow
- Рольова гра Pathfinder: Екран ігрового майстра[10]
- Екран ігрового майстра та міні-модуль Star Frontiers
- Екран майстра гри Зоряний шлях
- Екран майстра гри Star Wars: Gamemaster другого видання[11]
- Екран адміністратора та міні-модуль гри Top Secret
- Екран мандрівника
- Екран і системні журнали Universe Gamemaster, World і Environ

## Відгуки
Поява екрана ігрового майстра викликала різні відгуки критиків.
У жовтнево-листопадовому випуску White Dwarf 1977 року (№ 3) Дон Тернбулл зробив огляд «Щита судді» і визнав його дуже корисним інструментом, сказавши: «Ці панелі містять практично всю інформацію, необхідну для ігромастра та гравців під час гри, і до того ж вони набагато довговічніші, ніж готові арбітражні таблиці. Якщо ви не створили свій власний, необхідний для будь-якого серйозного ігрового майстра».
У британському журналі Imagine Джез Кін назвав надруковані таблиці «Екран майстра Підземелля» більш корисними та доступними, ніж ті, що містяться в книзі правил Dungeon Masters Guide.
У 1992 році Рік Свон дійшов висновку, що купівля всюдисущого екрана ігрового майстра стала марною тратою грошей: «Складаються з кількох картонних панелей і жменьки таблиць, скопійованих безпосередньо з книг правил, суддівські екрани — це, мабуть, найгірша покупка в іграх. Будь-хто з ксероксом, парою ножиць і пляшкою клею може зробити власний екран за годину-дві, тож немає особливого сенсу купувати офіційну версію, якщо тільки ви не нав'язливий колекціонер або просто ледачий».